# Diese Welt
Chansons représentant l'Allemagne au Concours Eurovision de la chanson
Wunder gibt es immer wieder
(1970) Nur die Liebe läßt uns leben
(1972)
Diese Welt est la chanson représentant l'Allemagne au Concours Eurovision de la chanson 1971. Elle est interprétée par Katja Ebstein.
Il s'agit de la deuxième participation de Katja Ebstein après Wunder gibt es immer wieder l'année précédente.
La chanson est la cinquième de la soirée, suivant Les Illusions de nos vingt ans interprétée par Peter, Sue & Marc pour la Suisse et précédant En un mundo nuevo interprétée par Karina pour l'Espagne.
À la fin des votes, elle obtient 100 points et termine à la 3e place sur 18 participants.
La chanson fait l'objet d'une adaptation en anglais (River Run, River Flow), en français (Une autre rivière) et en espagnol (Este mundo).